# Chrysopsyche
Chrysopsyche is een geslacht van vlinders van de familie spinners (Lasiocampidae), uit de onderfamilie Lasiocampinae.

## Soorten
- C. albicilia Bethune-Baker, 1911
- C. antennifera Strand, 1912
- C. bivittata Aurivillius, 1927
- C. imparilis Aurivillius, 1905
- C. jefferyi Tams, 1926
- C. lamani Aurivillius, 1906
- C. lutulenta Tams, 1923
- C. mirifica (Butler, 1878)
- C. pauliani Viette, 1962
- C. pyriphlecta Tams, 1930
- C. pyriplecta Tams, 1930
- C. pyrodes Tams, 1931
- C. viridescens (Holland, 1893)
- C. wilsoni Tams, 1928
- C. yaundae Bethune-Baker, 1927